# أوبان 3 (فيينا)
أوبان 3 (بالألمانية:U-bahn 3) هو خط قطار تحت الأرض في مدينة فيينا في النمسا. فيه حالياً عشرون محطة، وطوله 13.4 كم ويصل من محطة أوتاكرينج إلى محطة ساميرينغ. مما يجعله أقصر خط في الشبكة. ويتم التقائه بالخط السادس في فيستبانهوف وبالخط الثاني في فولكستياتر والخط الأول في شتيفانبلاتس وفي الخط الرابع في لاندشتراسيه. تم افتتاحه عام 1991. لون إشارته هو برتقالي .